# ココルポート
株式会社ココルポート（英: Cocorport Inc.）は、神奈川県川崎市に本社を置く、障害者に対し、就労をサポートする就労移行支援事業（障害者総合支援法で定められた「指定障害福祉サービス」）を行う企業。

## 沿革
- 2012年（平成24年）
  - 1月　神奈川県川崎市に株式会社Melk設立。
  - 8月　ココルポート本部が川崎市川崎区砂子へ移転。
- 2019年（令和元年）10月 株式会社ココルポートに商号変更。
- 2023年（令和5年）3月　東京証券取引所グロース市場に上場。